# Rathaus (Münnerstadt)

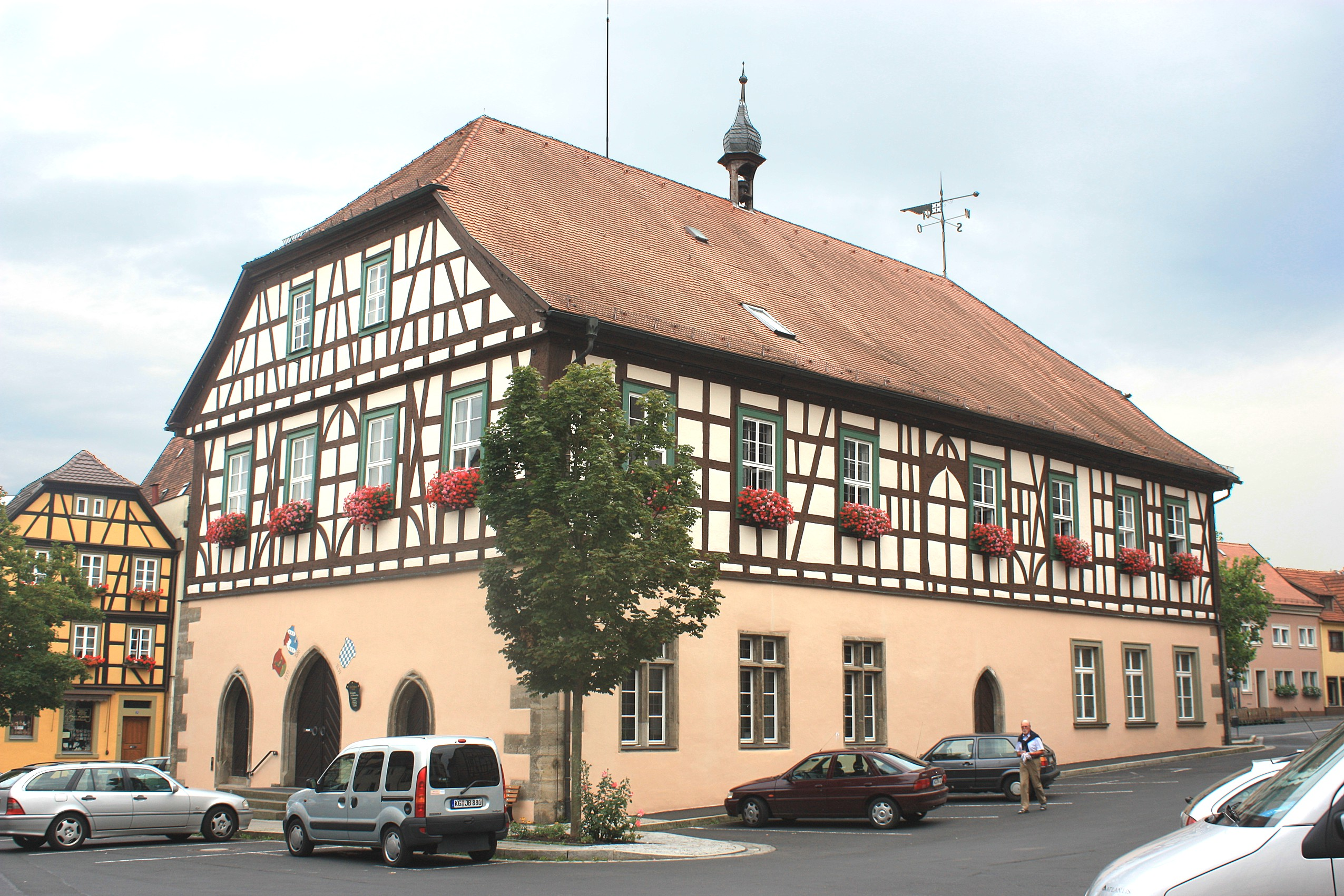
Rathaus in Münnerstadt

Das Rathaus in Münnerstadt, einer Stadt im unterfränkischen Landkreis Bad Kissingen in Bayern, wurde 1467 errichtet. Das Rathaus am Marktplatz 1 ist ein geschütztes Baudenkmal. 
Der zweigeschossige Krüppelwalmdachbau mit Fachwerkobergeschoss und -giebel hat ein massives Erdgeschoss mit ehemals offener, dreischiffiger Halle aus spätgotischer Zeit. Ein kleiner offener Dachreiter mit Glocke wird von einer Haube mit Dachknauf bekrönt.